# Frédéric Longuet
Frédéric Longuet (* 9. September 1904 in Paris; † März 1987) war ein französischer Maler.

## Leben
Longuet war ein Sohn von Edgar Longuet und Urenkel von Karl Marx. Er schenkte 1963 dem Institut für Marxismus-Leninismus beim ZK der KPdSU ein Album mit zahlreichen Fotos von Familie und Freunden, das sich im Besitz seiner Großmutter Jenny Longuet befunden hatte.

## Werke (Auswahl)
- Karl Marx 1818–1883. Verlag für Agitations- und Anschauungsmittel, 1900 (Grafiken u. a. von Frederic Longuet).
- Marx-Gedenkstätten. Moskau, 1968 (Aquarelle und Zeichnungen).
- Gemälde Ansicht von Saint Arnoult en Yvelines, 1956[2].